# تيتا ميريلو
تيتا ميريلو (بالإسبانية: Tita Merello)‏ (و. 1904 – 2002 م) هي ممثلة، ومغنية، وممثلة تلفزيونية، وممثلة أفلام، من الأرجنتين، ولدت في بوينس آيرس، توفيت في بوينس آيرس، عن عمر يناهز 98 عاماً.

## حياتها

### حياتها المبكرة

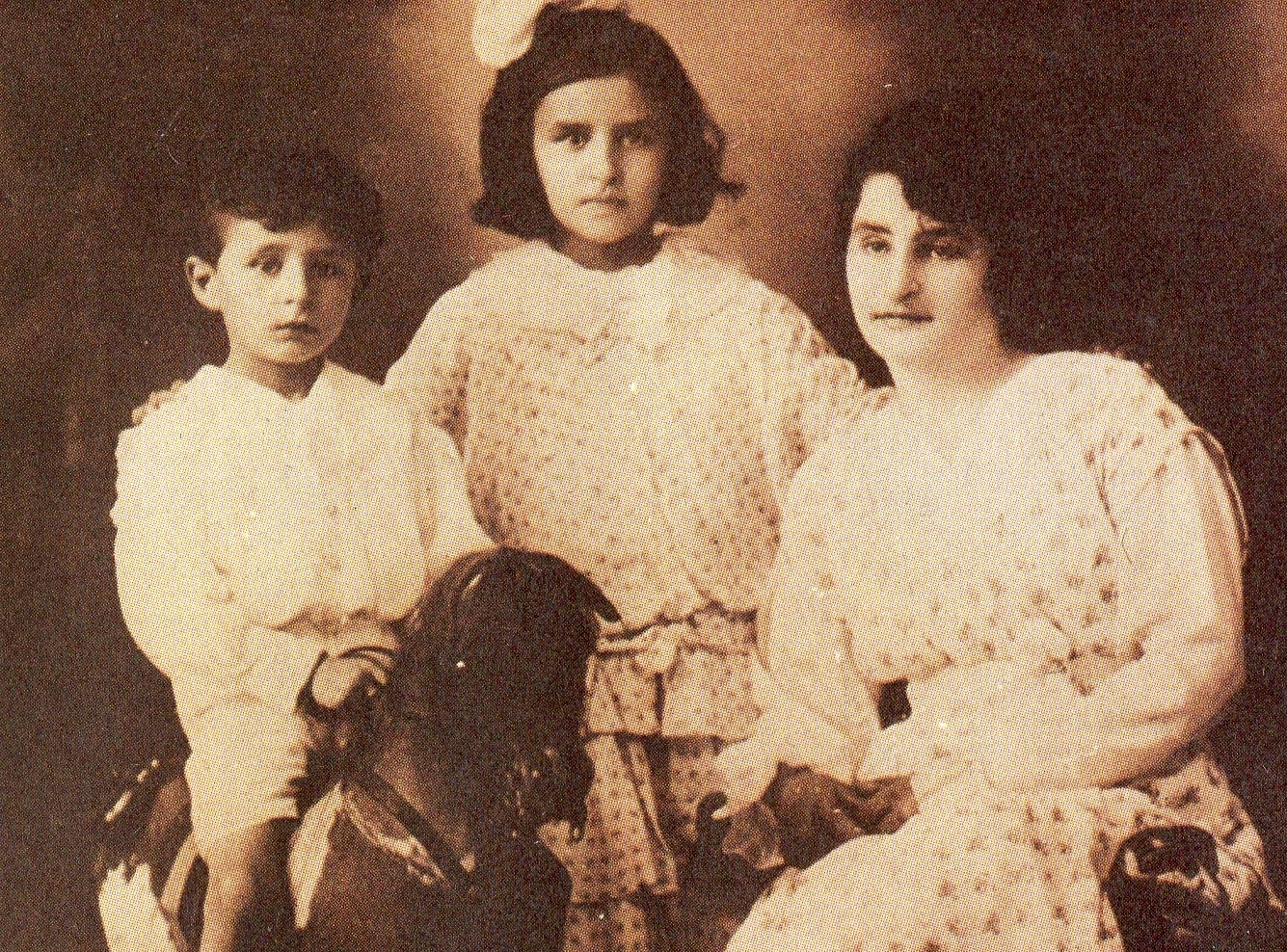
تيتا ميريلو في المنتصف مع شقيقها باسكوال (يسار) وأمهما، آنا (على اليمين)

ولدت لورا آنا ميريلو، المعروفة باسم «تيتا» في 11 أكتوبر 1904 في حي سان تيلمو، بوينس آيرس لوالدها المدرب سانتياغو ميريلو ووالدتها أنا جيانيلي. وقد أصبح المنزل الذي ولدت فيه موقعاً تاريخياً. لم تظهر شهادة ميلادها اسم والدتها، ولكن عندما كانت في الرابعة من عمرها، تم تسجيل اسم والدتها بجنسية الأم من الأوروغواي. كان لها أخ غير شقيق أصغر منها سناً هو باسكوال أنسلمي.
توفي والدها بمرض السل وكانت حينها لم تبلغ عامها الأول. كانت طفولة ميريلو صعبة تميزت بالفقر. وبسبب اضطرار والدتها للعمل أرسلت ميريلو إلى ملجأ للأيتام في سن الخامسة. وفي سن التاسعة، تم تشخيص إصابتها بالسل وأرسلت إلى مزرعة بالقرب من ماجدالينا، حيث عملت في مقابل الإقامة والطعام،  كانت تعمل في حلب البقر، وتقطيع المتة وشوي الطعام للعمال. وقالت أنها عرفت الجوع والخوف مباشرة في طفولتها، وعاشته كل يوم من طفولتها، لم تذهب للمدرسة ولم تتعلم القراءة أو الكتابة. كشخص بالغ قالت أن طفولتها باختصار كانت: «الطفولة الفقيرة أقصر من الطفولة الغنية، فهي حزينة، فقيرة وقبيحة».
في سن الثانية عشر، عادت للعيش مع والدتها  وذهبت للعمل في نادي برادي يسمى 'با تا كلان' Ba Ta Clán، حيث أصبحت الفتيات تعرف باسم باتاكلاناس. كان المكان يتمتع بسمعة، وكان يعتقد أن النساء العاملات هناك يعملن في مكان ما بين «لونفاردو» (العالم السفلي الأرجنتيني) وبورديلو. حوالي عام 1917، بدأت ميريلو العمل كفتاة عرض في شركة روزيتا رودريجيز في مسرح أفينيدا وعانت عند أول محاولة لها في مسرحية تدعى 'لاس فيرجينس دي تيريس'. وتعهدت بعدم الغناء مرة أخرى، ولكن أجبرها الجوع على البحث عن عمل في المقاهي على طول أفينيدا دي مايو.

### المسرح الشرعي وتسجيل البدايات (1923–1933)
في عام 1923، حصلت على دور فتاة عرض في مسرحية لاس موديرناس شيريزاداس في مسرح تيترو مايبو الشهير، مع النجوم لويس أراتا، بيبي أرياس، وماركوس كابلان. مسرحيات العرض 1924 وصفتها نجمة «لا فيديت ريا». غنت «تراجو أمارغو»، تانجو،  ولقيت اشادة واسعة.

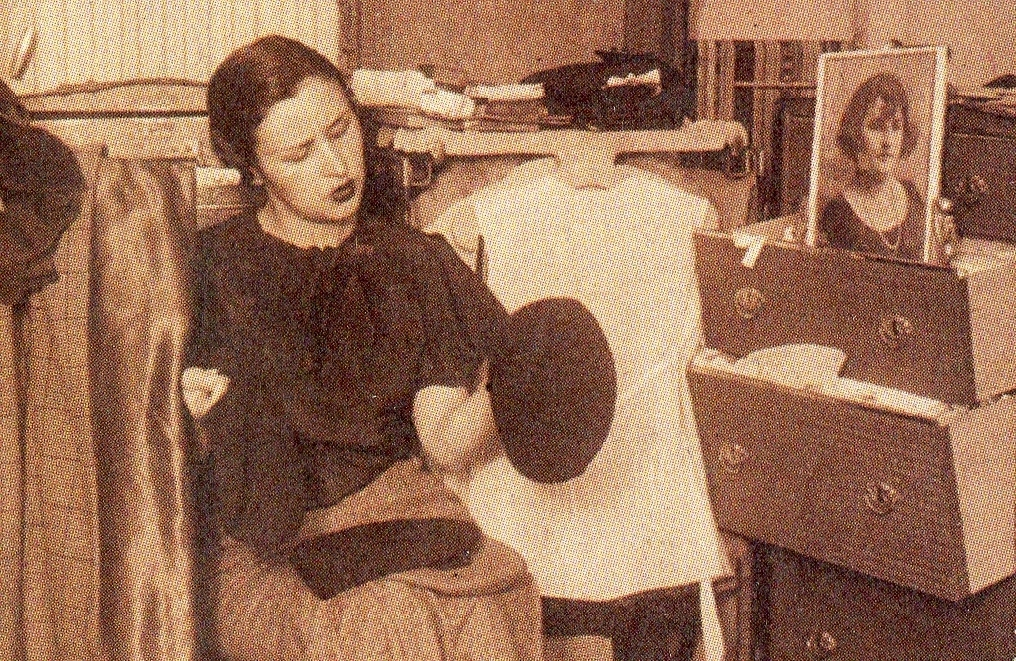
تيتا ميريلو تعمل في غرفة الملابس، 1930.

في عام 1925، أدت في دور «المرأة والزهور والفرح»،  حيث غنت «اسأل ما تريد» لفرانسيسكو كانارو مع كلمات خوان أندريس كاروسو. في وقت لاحق من ذلك العام عرضت لأول مرة «ليجيسامو سولو» لموديستو بابافيرو، والتي كانت قد كتبت كرهينة لفارس أوروجواي إيريناوس ليجيسامو. ظهرت التانغو في دور العرض En la raya lo esperamos للويس بايون هيريرا في مسرح باتاكلان.
وأخيرا طلب منها أن تلعب دورا في مسرحية درامية بعنوان El Lazo؛ أدائها حقق لها مقدمة إلى باسكوال كاركافالو، صاحب المسرح الوطني. في عام 1927، عادت إلى مسرح مايبو لأداء التانغو «أون تروبيزون» مع إلياس أليبي وصوفيا بوزان. وانتقد كارلوس غارديل أدائها بقسوة، والذي يعتبر أكبر مؤدي تانغو في ذلك الوقت.

## فيلموغرافيا
- رقصة التانغو! (1933)
- أصنام الراديو Idolos de la radio (1934)
- ليالي بوينس آيرس (1935)
- Así es el tango (1937)
- La fuga (1937)
- Ceniza al viento (1942)
- 27 millones (1942)
- Five Faces of Woman (1947)
- دون خوان تينوريو (1949)
- La historia del tango (1949)
- Morir en su ley (1949)
- Filomena Marturano (1950)
- Arrabalera (1950)
- Los isleros (1951)
- Vivir un instante (1951)
- Pasó en mi barrio (1951)
- Deshonra (1952)
- Gaucho (1954)
- Mercado de abasto (1955)
- Para vestir santos (1955)
- El Amor Nunca Muere (1955)
- La Morocha (1955)
- Amorina (1961)
- Los evadidos (1964)
- Ritmo nuevo, vieja ola (1964)
- La industria del matrimonio (1964)
- Los hipócritas (1965)
- Al Corazón (1966)
- ¡Ésto es alegría! (1967)
- El Andador (1967)
- ¡Viva la vida! (1969)
- La Madre María (1974)
- El canto cuenta su historia (1976)
- Los miedos (1980)
- Las barras bravas (1985)

## جوائز
- 1948 جائزة ارييل أفضل ممثلة مساعدة، المكسيك عن عمل Cinco rostros de mujer[23]
- 1950 جائزة بريميوس سور لأفضل ممثلة مساعدة عن عمل Arrabalera[24]
- 1951 جائزة سيلفر كوندور لأفضل ممثلة عن عمل Arrabalera[25]
- 1951 جائزة بريميوس سور لأفضل ممثلة عن عمل Los Isleros[26]
- 1952 جائزة سيلفر كوندور لأفضل ممثلة عن عمل Los Isleros[27]
- 1955 جائزة سيلفر كوندور لأفضل ممثلة عن عمل Guacho[25]

## وصلات خارجية
- تيتا ميريلو على موقع IMDb (الإنجليزية)
- تيتا ميريلو على موقع ميوزك برينز (الإنجليزية)
- تيتا ميريلو على موقع ديسكوغز (الإنجليزية)